# Gigantium
Ne doit pas être confondu avec Giganteum.
La Gigantium est une salle omnisports située à Aalborg  au Danemark.
Les clubs évoluant dans ce complexe sportif évoluent dans les plus hautes hiérarchies danoises, tels que le club de handball masculin du Aalborg Håndbold, de handball féminin du Aalborg DH et de hockey sur glace du Aalborg Pirates

## Événement
- Championnat d'Europe féminin de handball 2010
- Championnat d'Europe masculin de handball 2014